# 2MASS J05352184–0546085
2MASS J05352184–0546085 – układ podwójny zaćmieniowy młodych brązowych karłów w mgławicy Messier 42 w konstelacji Oriona. W 2006 obliczono masy jego składników. Układ znajduje się w odległości ok. 1420 lat świetlnych od Ziemi. Oba karły należą do typu widmowego M6,5. Okres orbitalny wynosi 9,78 dnia.

## Składnik A
Składnik A ma masę około 0,0541 M☉ (55 mas Jowisza). Średnica obiektu wynosi ok. 0,7 średnicy Słońca, temperatura – 2650 K. Jasność obiektu jest około 50 razy mniejsza niż jasność Słońca.
Interesujący jest fakt, że składnik „A”, choć masywniejszy, ma niższą temperaturę od „B”, najprawdopodobniej dlatego, że jest młodszy o około 500 tysięcy lat.

## Składnik B
Składnik B ma masę ok. 0,034 M☉ (35 MJ). Jego średnica wynosi ½ średnicy Słońca. Ma jasność około 70 razy (0,014) mniejszą niż Słońce. Temperatura obiektu wynosi około 2790 K.